# Pilocrocis eriomorpha
Pilocrocis eriomorpha là một loài bướm đêm trong họ Crambidae.